# Sodžunghwa

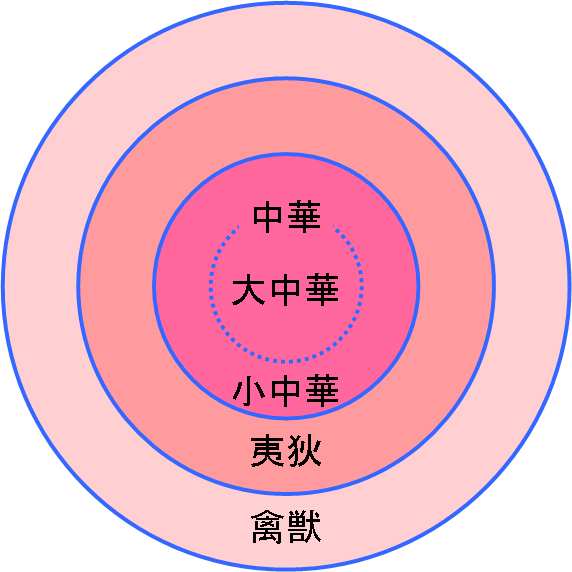
Grafické znázornění konceptu Sodžunghwa

Sodžunghwa (korejsky 소중화) je korejský koncept, podle kterého je Korea jakožto malá Čína nadřazena ostatním státům a kulturám. Tento koncept vychází ze sinocentrismu, podle kterého je Čína a její kultura středem světové civilizace. Podle sodžunghwy Korea, jakožto bývalý vazalský stat Číny, je vysoce civilizovaný stát a Čínu po jejím dobytí necivilizovanými Mandžuy roku 1644 v jejím postavení středu světové civilizace nahradila.